# Scott McCloud
Scott McCloud, né le 10 juin 1960 à Boston, est auteur de bande dessinée et essayiste américain. Créateur de la série Zot! (1984-1991), il est par ailleurs l'inventeur du concept des 24 heures de la bande dessinée. Il est surtout connu pour son ouvrage critique L'Art invisible (1993) et ses suites Réinventer la bande dessinée (2000) et Faire de la bande dessinée (2006).

## Biographie
Scott McCloud, né à Boston, passe la majeure partie de son enfance dans sa banlieue rurale de Lexington. Son père était, selon sa biographie officielle, un aveugle inventeur de fusées. Alors qu'il a quinze ans, son ami Kurt Busiek le convainc que les bandes dessinées ne sont pas toutes à jeter et il décide d'en faire son métier. Après le lycée, il poursuit ses études à l'Université de Syracuse où il obtient en 1982 son Bachelor of Fine Arts.
En 1984, il lance la série de science-fiction humoristique Zot!, publiée par Eclipse Comics. Elle lui vaut un Harvey Award en 1985 mais n'est pas un grand succès public. Publié en couleur, le premier cycle de dix épisodes n'est pas rentable et Eclipse rechigne à publier la suite. McCloud publie alors Destroy !! un comic book grand format qui parodie de manière outrancière la violence des histoires de super-héros conventionnelles. En effet, presque toutes les cases sont occupées par un super-héros cognant des gens tout en criant « Destroy!! » (« Détruire !! »).
Etant parvenu à convaincre Eclipse de relancer Zot!, McCloud publie, cette fois en noir et blanc, la suite des aventures de ses héros. Le trente-sixième et dernier numéro du comic book paraît en 1991.

### Les 24 heures de la bande dessinée
La même année, McCloud publie dans un hors-série de la revue Taboo « A Day's Work », bande dessinée réalisée en 24 heures en 1990 à la suite d'un défi qu'il avait lancé à Steve Bissette. C'est la naissance du concept de 24 heures de la bande dessinée, rapidement repris par des amis de Bissette comme Dave Sim et qui est devenu avec Internet dans les années 2000 un « phénomène ».
Auteur engagé, McCloud est par ailleurs en 1988 le principal rédacteur du « Bill of Right du créateur » (Creator's Bill of Right)), texte cherchant à protéger les droits des auteurs face aux pratiques habituelles de cession absolue des droits utilisées par les principaux éditeurs américains. Ce document se situe dans la lignée des combats d'auteurs cherchant à récupérer leurs droits depuis la fin des années 1970, et annonce la vague de maison d'édition indépendantes des années 1990.

### Un théoricien à succès:L'Art invisible
En 1993, Scott McCloud publie, chez Tundra Publishing, L'Art invisible (Understanding Comics), un essai qui explique la bande dessinée en bande dessinée.
Bien qu'il n'ajoute rien d'inédit aux théories sémiologiques des années 1970 et 1980, l'ouvrage présente une certaine originalité et une accessibilité qui en font un grand succès public comme critique (il reçoit un Eisner Award et trois Harvey Awards). Après avoir défendu et présenté son ouvrage aux quatre coins des États-Unis, et tout en continuant à exercer une activité de conférencier qu'il ne quitta plus par la suite, McCloud revient à la bande dessinée en écrivant douze histoires de Superman pour le comic book Superman Adventures (1996-1997).
En 1998, McCloud lance son site Internet et propose plusieurs webcomics. Bien que leur interactivité soit limitée, ces histoires sont parmi les premières du genre. McCloud poursuit ses expérimentations jusqu'en 2004. En 1998, il publie également The New Adventures of Abraham Lincoln. Mélangeant de manière peu convaincante dessins traditionnels et fonds réalisés par ordinateur, l'album reçoit un très mauvais accueil. L'auteur lui-même le considère d'ailleurs comme un « noble échec ».
Après cette déconvenue, Scott McCloud revient à la critique pour s'intéresser au futur de la bande dessinée. Réinventer la bande dessinée (Reinventing Comics), qui paraît en 2000, est considéré comme moins réussi que L'Art invisible[réf. nécessaire] car pêchant par son trop-plein d'ambitions et par son dogmatisme, affirmant régler tout à la fois les problèmes de ventes de bande dessinée aux États-Unis et ceux de la créativité dans le monde du jeu vidéo, par des observations et des recettes jugées comme n'étant pas du tout avant-gardistes. L'ouvrage connaît cependant de nouveau le succès, et conduit McCloud à effectuer une nouvelle tournée, cette fois jusqu'en Europe, où L'Art invisible commence à être traduit (2000 en France et 2001 en Allemagne). En plus de ses activités de conférencier, l'auteur se lance à partir de 2002 dans des cours et séminaires didactiques.
En 2003, McCloud revient aux comic book, scénarisant une histoire de la Ligue de justice d'Amérique puis, fin 2004, une mini-série de Superman en trois épisodes, Strength. Enfin, en 2006, il produit un ouvrage didactique intitulé Faire de la bande dessinée (Making Comics), qui clôt la série de ses ouvrages sur la bande dessinée. Le 1er septembre 2008, Google dévoile une bande dessinée promotionnelle de Scott McCloud expliquant en 38 pages en détail les fonctionnalités du navigateur Google Chrome. En 2015, Scott McCloud publie Le Sculpteur (The Sculptor) chez First Second Books et en France chez Rue de Sèvres.

## Œuvres

### Comic books
- Zot! no 1-10, Eclipse Comics, 1984-1985.
- Destroy!!, Eclipse, 1986.
- Zot! no 11-36, 1987-1991.
- « A Day's Work », dans Taboo Especial no 1, Spiderbaby Grafix & Publications, 1991.
- Superman Adventures (scénario) no 2-13, DC Comics, 1996-1997.
- « Hide and Seek », dans Justice League Adventures no 16, DC, 2003.
- Superman: Strength no 1-3, DC, 2004[4].

### Albums
- Zot!: Book One, Eclipse Books, 1991.  (ISBN 978-0-913035-04-7)
- Zot!: Book Two (no 11-15 & 17-18), Kitchen Sink Press, 1998.  (ISBN 978-0-87816-428-8)
- Zot!: The Complete Black and White Collection: 1987-1991, Harper Paperbacks, 2008.  (ISBN 0-06-153727-6) Reprend les numéros 11 à 36.
- Superman: Adventures of the Man of Steel (scénario), DC, 1998.
- The New Adventures of Abraham Lincoln, Image Comics, 1998.  (ISBN 978-1-887279-87-1)
- 24 Hour Comics (dir.), About Comics, 2004.  (ISBN 978-0-9716338-4-1)
- « Hide and Seek », dans Justice League Adventures t. 2 : Friends and Foes, DC, 2004.
- The Sculptor, First Second Books, 2015

### Théorie
- Understanding Comics: The Invisible Art, 1993, Tundra.  (ISBN 0-613-02782-5)
- Reinventing Comics: How Imagination and Technology Are Revolutionizing an Art Form, New York : Perennial, 2000.  (ISBN 0-06-095350-0)
- Making Comics: Storytelling Secrets of Comics, Manga and Graphic Novels, New York : HarperCollins, 2006.  (ISBN 0-06-078094-0)

### Webcomics
- Porphyria's Lover, 1998.
- The Carl's Stories, 1998-2001.
- My Obsession With Chess, 1998-1999.
- Zot! Online: Hearts & Minds, 2000.
- I Can't Stop Thinking, 2000-2001.
- The Morning Improv, 2001-2004.
- The Right Number, 2003-2004.
- Google Chrome. Behind the Open Source Browser Project, Google, 2008.

## Œuvres traduites en français
- L'Art invisible : comprendre la bande dessinée, Paris, Vertige Graphic, 2000,  (ISBN 2-908981-41-6).
- Réinventer la bande dessinée, Paris, Vertige Graphic, 2002,  (ISBN 2-908981-58-0).
- Superman. Des hommes d'acier (scénario), Panini Comics, coll. « DC Juniors », 2006.
- Faire de la bande dessinée, Paris, Delcourt, 2007.  (ISBN 978-2756009704).
- Le Sculpteur, Rue de Sèvres, 2015,  (ISBN 978-2-369-81124-4)[5].

## Distinctions

### Prix et récompenses
- 1985 : 
  - Prix Russ Manning
  - Prix Kirby de la meilleure nouvelle série pour Zot!
- 1994 :
  - Prix Eisner du meilleur livre consacré à la bande dessinée pour L'Art invisible
  - Prix Harvey du meilleur scénariste, du meilleur album et de la meilleure œuvre biographique, historique ou journalistique pour L'Art invisible
  -  Prix Adamson du meilleur auteur international pour l'ensemble de son œuvre
- 1996 :  Prix Urhunden du meilleur album étranger pour L'Art invisible
- 2000 :  Prix de la critique de l'ACBD pour L'Art Invisible
- 2009 :  Prix Peng ! de la meilleure littérature secondaire pour Faire de la bande dessinée
- 2021 : Inscrit au temple de la renommée Will Eisner[6]

### Nominations
- 2000 :  Alph'Art du meilleur album étranger pour L'Art Invisible
- 2016 :  Finaliste Prix de la BD Fnac[7] pour Le Sculpteur